# Paul Schmolling
Paul Schmolling (* 13. Juli 1892 in Brandenburg an der Havel; † 17. Januar 1965 in Traisa bei Darmstadt) war ein deutscher Maler und Grafiker.

## Leben
Schmolling war ein Schüler von Emil Orlik an der Berliner Unterrichtsanstalt des Kunstgewerbemuseums und betrieb kunstgeschichtliche Studien an der Berliner Universität. Der Künstler war Mitglied der Novembergruppe. Er lebte nach seiner Berliner Zeit bis 1945 im ostpreußischen Insterburg, danach im schleswig-holsteinischen Elmshorn.
1937 wurden im Rahmen der deutschlandweiten konzertierten Aktion „Entartete Kunst“ aus dem Provinzial-Museum Hannover seine beiden Aquarelle „Mädchen im Sessel“ und „Am Hafen“ beschlagnahmt und zerstört, weil sie nicht dem nazistischen Kunstkanon entsprachen. Schmolling durfte aber Mitglied der Reichskammer der bildenden Künste bleiben und konnte ausstellen.
Die Berliner Galerie Nierendorf zeigte 1985 im Rahmen der Ausstellung Künstler der Novembergruppe zwei Lithografien von Schmolling, beide aus dem Jahr 1923: Durchbrechende Sonne signiert, datiert, 173 × 238 mm und Parkwege und Bäume, signiert, datiert, 180 × 255 mm.
Schmolling war ein Vetter der Bildhauerin Katharina Szelinski-Singer und war mit Anna (geb. Szagunn) (* 2. Oktober 1898; † 25. Oktober 1963) verheiratet; ihre gemeinsame Tochter war die Malerin und Grafikerin Ute Brinckmann-Schmolling.

## Weitere Werke (Auswahl)
- Marienwerder (Öl; 1940 auf der Großen Deutschen Kunstausstellung in München)[2]

## Belegte Teilnahme an Ausstellungen in der Zeit des Nationalsozialismus
- 1933: Königsberg, Kunsthalle am Wrangelturm („Romantik und Gegenwart in Ostpreußen“)
- 1937 und 1939: Königsberg, Kunsthalle am Wrangelturm („Ostpreußenkunst“)
- 1940: München, Große Deutsche Kunstausstellung